# Bódiss Jusztin János
Bódiss Jusztin János (Türje, 1863. november 18. – Komárom, 1921. július 31.) bencés pap, egyházi író, irodalomtörténész, a Magyar Tudományos Akadémia levelező tagja (1911).

## Élete
A keszthelyi premontrei főgimnáziumban tanult. 1881-ben lépett a bencés rendbe. 1883-ban egyszerű, 1886-ban ünnepélyes fogadalmat tett. A Budapesti Egyetemen középiskolai tanári vizsgát tett. 1887-ben pappá szentelték. 1887–1889 között Győrött, 1889-1890-ben Pannonhalmán és 1890-ben Kőszegen tanított. 
Teológiai és bölcseleti tanulmányai végeztével hosszabb időt töltött külföldi egyetemeken.[forrás?] Hazatérése után a pannonhalmi tanárképző főiskola tanárának nevezték ki. 1893-ban a Csáky Albin közoktatásügyi miniszter által szervezett görögországi tanulmányút egyházi elnökének tisztét töltötte be. Az Országos Középiskolai Tanáregyesület vidéki alelnöke volt. 1911-ben az MTA levelező tagjául választották.
1926-ban az akadémián Csengeri János tartott fölötte emlékbeszédet

## Munkái
- Érintkező pontok a három görög tragikusban (1887)
- Hat év Cicero életéből (Győr, 1889)
- A latin átszenvedő igék alakja s mivolta (latin nyelven, Budapest, 1891)
- Az athéni Akropolis (Budapest, 1895)
- A latin infinitivus historicus (1900)
- Az igei actiokról Budapest, 1901)
- A pogány és keresztény klasszikusok kérdései 1901)
- A görög és latin föltételes mondatok (Budapest, 1902)
- Athena Promachos szobrának sorsa (1908)
- Xenophon „Sokrates emléke” c. munkájának hiperkritikusai és pedagógiai értéke (1909)
- A kereszténység legrégibb nyomai a római íróknál (Budapest, 1914).

Fuchs Béla mérnökkel együtt fordította Marcus Vitruvius Pollio 10 könyvét az építészetről. Munkatársa volt a Révai nagy lexikonának is.